# 藍線鮗
藍線鮗為輻鰭魚綱鱸形目鱸亞目七夕魚科的其中一種，分布於印度太平洋區，從紅海、東非至吉里巴斯海域，棲息深度1-23公尺，體色多變化，眼部有2條黑色或棕色的條紋，體長可達10公分，棲息在珊瑚礁或潟湖，屬肉食性，雄魚有護卵的行為，可作為觀賞魚。

## 擴展閱讀
維基物種上的相關：藍線鮗